# Troszyn, Hạt Kamień
Troszyn [ˈtrɔʂɨn] (tiếng Đức: Alt Tessin) là một ngôi làng thuộc khu hành chính của Gmina Wolin, thuộc quận Kamień, West Pomeranian Voivodeship, ở phía tây bắc Ba Lan. Nó nằm khoảng 6 kilômét (4 mi) phía đông của Wolin, 17 km (11 mi) phía nam Kamień Pomorski và 47 km (29 mi) phía bắc thủ đô khu vực Szczecin.
Ngôi làng có dân số 200 người.